# 塞爾豪森湖

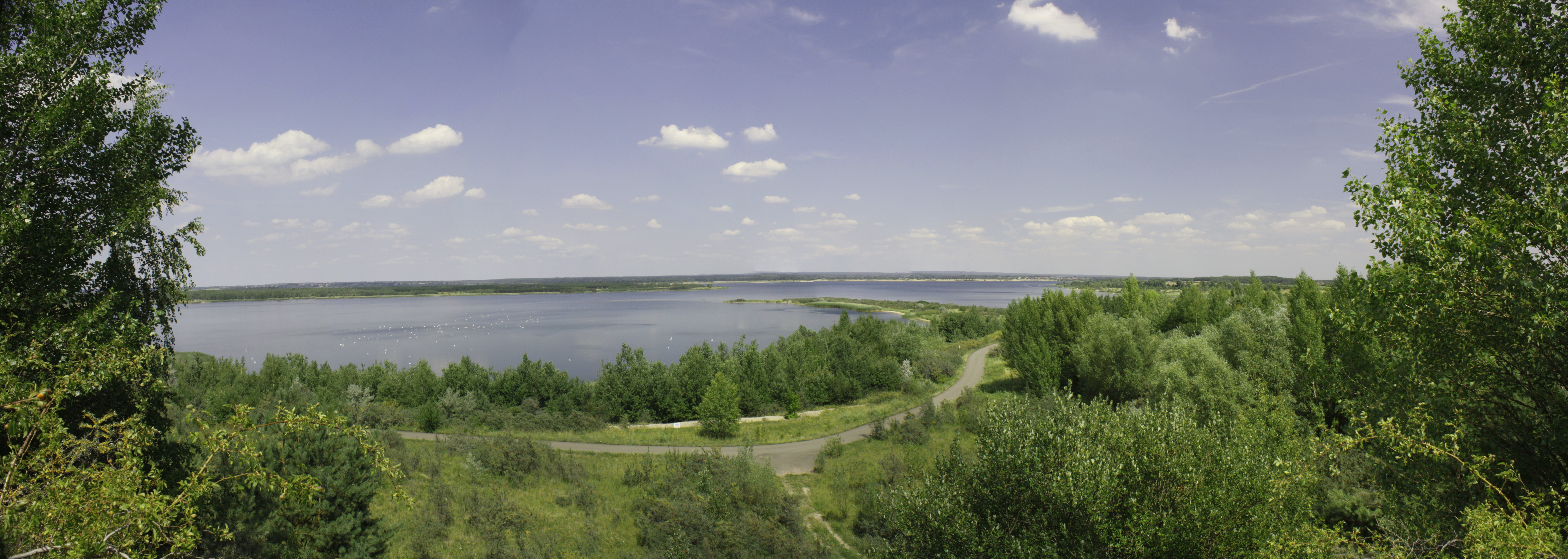

51°35′10.8″N 12°25′44.39″E / 51.586333°N 12.4289972°E
塞爾豪森湖（德語：Seelhausener See），是德國的湖泊，位於該國東部，由薩克森自由州負責管轄，面積0.1平方公里，海拔高度78米，平均水深13米，最大水深27米，水體容量7,400萬立方米。